# Charles McKinley
Charles McKinley (* 16. Oktober 1889 in Fulton, South Dakota; † 1970) war ein US-amerikanischer Politikwissenschaftler, der 1954/55 als Präsident der American Political Science Association (APSA) amtierte. Zu diesem Zeitpunkt war er Professor am Reed College in Portland, Oregon.
McKinley studierte an der University of Washington und der University of Wisconsin–Madison und war von 1918 bis 1960 Professor für Politikwissenschaft am Reed College. Er befasste sich hauptsächlich mit Theorie und Praxis der öffentlichen Verwaltung und Planung und war in diesem Feld als Politikberater tätig.

## Schriften (Auswahl)
- The management of land and related water resources in Oregon. A case study in administrative federalism. Resources for the Future, Washington 1965.
- Uncle Sam in the Pacific Northwest. Federal management of natural resources in the Columbia River Valley. University of California Press, Berkeley 1952.